# Maria Lazarou
Maria Lazarou (griechisch Μαρία Λαζάρου; * 30. September 1972 in Serres) ist eine ehemalige griechische Fußballspielerin, die vorwiegend im offensiven Mittelfeld zum Einsatz gekommen ist. Sie bestritt 111 offizielle Länderspiele für die A-Nationalmannschaft, für die sie 26 Tore erzielte; sie war damit lange Zeit Rekordnationalspielerin ihres Landes, ehe sie im Sommer 2012 in der Anzahl der Länderspiele von der 1979 geborenen Natalia Chatzigiannidou übertroffen wurde.

## Karriere

### Vereine
Lazarou wurde am 30. September 1972 in der zentralgriechischen Stadt Serres geboren und kam im Laufe ihrer Karriere für verschiedene Mannschaften mit Spielbetrieb in der griechischen Erstklassigkeit zum Einsatz. Da Panserraikos in ihrem Geburtsort keine Frauenfußballabteilung aufwies, spielte sie in ihrer Anfangszeit unter anderem für die Vereine Diana Drama oder den AO Kavala 86, einem selbstständigen Frauenfußballteam neben dem seit 1965 existierenden Sportverein AO Kavala, mit Letztere sie 1993 griechischer Meister wurde. Zur Rückrunde der Saison 1994/95 verpflichtet, kam sie unter anderem auch als Stürmerin für den seinerzeitigen deutschen Bundesligisten FC Rumeln-Kaldenhausen, dem Vorgängerverein des späteren FCR Duisburg 55 bzw. FCR 2001 Duisburg, zum Einsatz. Mit der Mannschaft schloss sie die Saison in der Gruppe Nord – der seinerzeit zweigleisigen Bundesliga – auf dem zweiten Platz ab, der zur Teilnahme an der Endrunde um die Deutsche Meisterschaft berechtigte. Im Halbfinale war sie mit ihrer Mannschaft dem FSV Frankfurt – nach Hin- und Rückspiel – im Gesamtergebnis von 3:7 unterlegen. Anschließend kehrte sie nach Griechenland zurück und spielte fortan für GS Ilioupolis. Mit der Mannschaft gewann sie unter anderem 1997 ein weiteres Mal die Meisterschaft, ehe sie sich später dem Spitzenverein PAOK Thessaloniki anschloss, der sich zum Rekordsieger entwickeln sollte. Später ließ sie ihre Karriere bei ihrem ehemaligen Verein GS Ilioupolis ausklingen, ehe sie sich im Jahre 2006 ganz aus dem Profisport zurückzog, ihre Karriere beendete und fortan als Angestellte in einem griechischen Unternehmen tätig wurde.

### Nationalmannschaft
Als Spielerin von PAOK Thessaloniki nahm sie mit der Nationalmannschaft am olympischen Fußballturnier 2004 teil, deren Teilnahme die erste an einer Endrunde bedeutete. In der Gruppe G nahm ihre Mannschaft den letzten Platz ein, nachdem alle drei Gruppenspiele mit insgesamt 0:11 Toren verloren wurden. Lazarou, die bei der Länderspielpremiere im griechischen Frauenfußball 1991 zum Einsatz gekommen war, scheiterte im Laufe ihrer Karriere mit der Nationalmannschaft immer wieder in den Qualifikationsspielen der Jahre 1995, 1999, 2003 für die entsprechenden Weltmeisterschaften sowie den für zwei olympische Fußballturniere, 1996 in Atlanta und 2000 in Sydney.

## Erfolge
Nationalmannschaft
- Teilnahme am olympischen Fußballturnier 2004

Vereine
- Griechischer Meister 1993 (mit AO Kavala 86), 1997 (mit GS Ilioupolis)